# Francie na Zimních olympijských hrách 1994
Francii na Zimních olympijských hrách v roce 1994 reprezentovala výprava 98 sportovců (68 mužů a 30 žen) ve 10 sportech.

## Medailisté
| Medaile | Jméno                                                                      | Sport                | Soutěž                  |
| ------- | -------------------------------------------------------------------------- | -------------------- | ----------------------- |
| Stříbro | Anne Briandová                                                             | Biatlon              | Ženy 15 km              |
| Bronz   | Thierry Dusserre Patrice Bailly-Salins Lionel Laurent Hervé Flandin        | Biatlon              | Muži štafeta 4 x 7.5 km |
| Bronz   | Corinne Niogretová Véronique Claudelová Delphine Heymannová Anne Briandová | Biatlon              | Ženy štafeta 4 x 7.5 km |
| Bronz   | Philippe Candeloro                                                         | Krasobruslení        | Muži jednotlivci        |
| Bronz   | Edgar Grospiron                                                            | Akrobatické lyžování | Muži boule              |